# Vanilla Twilight
"Vanilla Twilight" foi lançada como o segundo single do álbum Ocean Eyes, por Owl City, no dia 26 de Janeiro de 2010 no Estados Unidos e 17 de Maio de 2010 no reino unido. Embora a canção tenha recebido posicionamento nas paradas antes da data de lançamento, devido ao lançamento do álbum.

## Estilo Musical e Tema
"Vanilla Twilight" é sobre a namorada que Adam Young teve no colegial, da qual foi embora. Ele canta do amor perdido, e das memórias felizes e doloridas que a perda do amor o trouxe. A canção apresenta tanto piano e sintetizador instrumental.
A versão radio edit tem uma introdução instrumental que não é encontrado na album version.

## Videoclipe
O videoclipe de "Vanilla Twilight" estreou no dia 24 de março de 2010. E conta com uma pequena participação de Shaquille O'Neal, porque Adam diz amar ele. O videoclipe foi dirigido por Steve Hoover e foi filmado em Pittsburgh, Pensilvânia e no Marblehead Light (Ohio).

## Gráfico de Desempenho
No gráfico de 7 de novembro de 2009, na mesma semana que "Fireflies" ficou no posição de 1º lugar, "Vanilla Twilight" estreou em 95º lugar na Billboard Hot 100. E desde então foi subindo até alcançar a colocação de 72º na Hot 100, mas recentimente caiu para 98º e 99º lugar.
"Vanilla Twilight" entrou pela primeira vez Australian Singles Chart na posição de 50º lugar na semana que terminou em 11 de janeiro de 2010, que aconteceu de forma a coincidir com o "Fireflies" segurando o seu reinado como o single nº1.
Após o lançamento do Ocean Eyes, "Vanilla Twilight" entrou na UK Singles Chart ganhou a posição de 94º lugar, tornando o single de Owl City o único a entrar no UK Top 100 pela segunda vez consecutiva.
| Paradas (2009-2010)              | Melhor Posição |
| -------------------------------- | -------------- |
| Australian Singles Chart         | 44             |
| Belgian Singles Chart (Flanders) | 13             |
| Canadian Hot 100                 | 74             |
| Danish Singles Chart             | 34             |
| New Zealand Singles Chart        | 36             |
| Singapore 987FM Top 20           | 1              |
| UK Singles Chart                 | 94             |
| U.S. Billboard Hot 100           | 72             |

## Referencias
1. ↑  http://www.fmqb.com/Article.asp?id=16691
2. ↑  Vanilla Twilight Songfacts
3. ↑  http://www.billboard.com/charts/hot-100#/artist/owl-city/998477
4. ↑  http://www.danishcharts.com/showitem.asp?interpret=Owl+City&titel=Vanilla+Twilight&cat=s